# Geddes (Dakota Południowa)
Geddes – miasto w Stanach Zjednoczonych, w stanie Dakota Południowa, w hrabstwie Charles Mix.